# Verordnung (EU) 2018/302 (Geoblocking)
Die Verordnung gegen ungerechtfertigtes Geoblocking und andere Formen der Diskriminierung (EU) 2018/302 vom 28. Februar 2018 (auch: Geoblocking-VO oder Geoblocking-Verordnung oder GB-VO genannt) regelt das ungerechtfertigte Geoblocking und andere Formen der Diskriminierung aufgrund der Staatsangehörigkeit, des Wohnsitzes oder des Ortes der Niederlassung des (End-)Kunden innerhalb des europäischen Binnenmarkts.
Online-Zugänge bzw. Online-Inhalte dürfen daher grundsätzlich zukünftig nicht mehr nur aufgrund der Staatsangehörigkeit, des Wohnsitzes oder des Ortes der Niederlassung des (End-)Kunden bzw. Verbrauchers gesperrt werden. Beispiel: Ein Onlineshop-Betreiber aus dem Unionsmitgliedsstaat X darf den Unionsbürger aus dem Unionsmitgliedstaat Y nicht deswegen von seinem Angebot aussperren, weil dieser nicht im Unionsmitgliedstaat X wohnt.

## Ziel und Zweck der Verordnung
Hauptziel der Geoblocking-VO ist es, die Potenziale des europäischen Binnenmarktes als Raum ohne Binnengrenzen, in dem der freie Verkehr u. a. von Waren und Dienstleistungen gewährleistet ist, voll zu gewährleisten. Der Abbau nationalstaatlicher Schranken zwischen den Mitgliedstaaten der Europäischen Union ist hierfür nicht ausreichend, da durch private Parteien Hindernisse errichtet oder beibehalten werden können, die mit den Freiheiten des Binnenmarkts unvereinbar sind.
Dies ist z. B. der Fall, wenn in einem Unionsmitgliedstaat tätige Anbieter für Kunden aus anderen Mitgliedstaaten, die grenzüberschreitende Geschäfte tätigen wollen, den Zugang zu ihren Online-Benutzeroberflächen, wie zum Beispiel Internetseiten und Anwendungen, sperren oder beschränken oder unterschiedliche allgemeine Geschäftsbedingungen für den Zugang zu ihren Waren und Dienstleistungen anwenden, die objektiv nicht begründbar sind. Diese Praxis wird als Geoblocking bezeichnet.
Die Geoblocking-VO präzisiert die Fälle, in welchen eine unterschiedliche Behandlung dieser Art nicht gerechtfertigt ist, und dadurch Klarheit und Rechtssicherheit für alle Beteiligten im grenzüberschreitenden Geschäftsverkehr geschaffen und sichergestellt werden muss, so dass die Nichtdiskriminierungsvorschriften im gesamten Binnenmarkt wirksam angewendet und durchgesetzt werden können. Dadurch soll auch das Wachstum angekurbelt und die Wahlmöglichkeiten der Kunden im gesamten Binnenmarkt erweitert werden.
Die Geoblocking-VO bezweckt daher, ungerechtfertigtes Geoblocking und andere Formen der Diskriminierung, die direkt oder indirekt auf der Staatsangehörigkeit, dem Wohnsitz oder dem Ort der Niederlassung der Kunden beruhen zu verhindern.

## Anwendung bzw. Nichtanwendung der Verordnung

### Grundsätzlich
Anbieter von Dienstleistungen im Sinne der Geoblocking-VO dürfen grundsätzlich weder durch den Einsatz technischer Mittel noch auf andere Weise Kunden aufgrund von deren Staatsangehörigkeit, Wohnsitz oder Ort der Niederlassung am vollen und gleichberechtigten Zugang zu Online-Benutzeroberflächen, auch in Form von mobilen Anwendungen, hindern.
Solche technischen Maßnahmen, die einen solchen Zugang unter Umständen unzulässigerweise verhindern, können insbesondere Technologien sein,
- die der Ermittlung des physischen Standorts des Kunden dienen, einschließlich der Verfolgung dieses Standorts anhand einer IP-Adresse oder anhand von über ein globales Navigationssatellitensystem erfassten Koordinaten,
- das diskriminierende betreiben verschiedene Versionen von Online-Benutzeroberflächen für Kunden aus verschiedenen Mitgliedstaaten,
- diskriminierende Sperrungen, Zugangsbeschränkungen oder Weiterleitungen des Kunden zu einer anderen Version einer gegebenen Online-Benutzeroberfläche ohne dessen ausdrückliche Zustimmung.[9]

Anbieter von Dienstleistungen im Sinne der Geoblocking-VO dürfen jedoch Einschränkungen aufgrund der Staatsangehörigkeit, des Wohnsitzes oder des Ortes der Niederlassung vorsehen, um rechtlichen Verpflichtungen aus Rechtsvorschriften der EU oder eines Unionsmitgliedstaats, denen der Anbieter unterliegt, zu gewährleisten. Bestehen solche Rechtsvorschriften, darf der Zugang von Kunden zu bestimmten Waren oder Dienstleistungen beschränkt werden.
Dadurch darf jedoch in keiner Weise die Freiheit der Meinungsäußerung und die Freiheit der Medien und ihre Vielfalt, einschließlich der Pressefreiheit eingeschränkt werden (siehe z. B.: Artikel 11, 16, 17 und 38 der Charta der Grundrechte der Europäischen Union, Artikel 9 bis 11 der Europäischen Menschenrechtskonvention).

### Weltweite Anwendung
Die Verordnung gilt – wegen der oftmals globalen Dimension dieser Anbieter von Online-Diensten – unabhängig davon, wo z. B. die Online-Dienste niedergelassen sind oder den Unternehmenssitz haben und unabhängig vom ansonsten anzuwendenden Recht, sofern der Anbieter sein Angebot auf den EU-Binnenmarkt ganz oder teilweise ausgerichtet hat.

### Nichtanwendung
Die Geoblocking-VO findet keine Anwendung, wenn:
- es sich um rein inländische Sachverhalte in einem Mitgliedsstaat handelt,[14]
- sich der Vorgang in allen relevanten Aspekten, insbesondere Staatsangehörigkeit, Wohnsitz oder Ort der Niederlassung des Kunden oder des Anbieters, Ort der Ausführung, die im Rahmen des Vorgangs oder des Angebots verwendeten Zahlungsmittel sowie die Verwendung einer Online-Benutzeroberfläche, auf einen einzelnen Mitgliedstaat beschränkt und auf
- nicht-wirtschaftliche Dienstleistungen von allgemeinem Interesse,
- Dienstleistungen und Netze der elektronischen Kommunikation sowie zugehörige Einrichtungen und Dienste in den Bereichen, die in den Richtlinien 2002/19/EG,[15] 2002/20/EG,[16] 2002/21/EG,[17] 2002/22/EG[18] und 2002/58/EG[19] geregelt sind,
- Dienstleistungen von Leiharbeitsagenturen,
- Gesundheitsdienstleistungen, unabhängig davon, ob sie durch Einrichtungen der Gesundheitsversorgung erbracht werden, und unabhängig davon, wie sie auf nationaler Ebene organisiert und finanziert sind, und ob es sich um öffentliche oder private Dienstleistungen handelt,
- Glücksspiele, die einen geldwerten Einsatz verlangen, einschließlich Lotterien, Glücksspiele in Spielkasinos und Wetten,
- soziale Dienstleistungen im Zusammenhang mit Sozialwohnungen, der Kinderbetreuung und der Unterstützung von Familien und dauerhaft oder vorübergehend hilfsbedürftigen Personen, die vom Staat, durch von ihm beauftragte Dienstleistungserbringer oder durch von ihm als gemeinnützig anerkannte Einrichtungen erbracht werden,
- private Sicherheitsdienste,
- Tätigkeiten von Notaren und Gerichtsvollziehern, die durch staatliche Stellen bestellt werden,
- Audiovisuelle Dienstleistungen, einschließlich Dienstleistungen, deren Hauptzweck die Bereitstellung des Zugangs zu Übertragungen von Sportveranstaltungen ist und die auf der Grundlage von ausschließlichen Gebietslizenzen erbracht werden,[20]
- Vorschriften auf dem Gebiet des Urheberrechts und der verwandten Schutzrechte[21] und den
- Zugang zu Finanzdienstleistungen für Privatkunden, einschließlich Zahlungsdiensten, und unter Umständen nicht auf[22]
- Diskriminierungen im Zusammenhang mit Verkehrsdienstleistungen[23] und auf
- Zwischenhändler, Vermieter, Industriebetriebe, Handwerksbetriebe, Generalunternehmer, die keine Endkunden sind, und findet keine Anwendung auf
- Vorschriften im Bereich der Steuern und Tätigkeiten, die mit der Ausübung öffentlicher Gewalt verbunden sind[24] und lässt
- Rechtsakte der Europäischen Union über die justizielle Zusammenarbeit in Zivilsachen[25] unberührt.

Beim Verkauf von Büchern gelten Sonderregelungen im Hinblick auf den Preis (siehe Buchpreisbindung).

## Nichtdiskriminierung aus Gründen, die im Zusammenhang mit der Zahlung stehen
Einem Anbieter ist es grundsätzlich nach Artikel 5 der Geoblocking-VO untersagt, im Rahmen der von ihm akzeptierten Zahlungsmethoden
- aufgrund der Staatsangehörigkeit,
- des Wohnsitzes oder
- des Ortes der Niederlassung des Kunden,
- des Standorts des Zahlungskontos,
- des Ortes der Niederlassung des Zahlungsdienstleisters oder
- des Ausstellungsorts des Zahlungsinstruments innerhalb der Union

unterschiedliche Bedingungen für einen Zahlungsvorgang anzuwenden. Es ist dem Anbieter jedoch gestattet, unter bestimmten Umständen Entgelte für die Nutzung von kartengebundenen Zahlungsinstrumenten zu erheben. Diese Entgelte dürfen nicht höher sein als die unmittelbaren Kosten, die dem Anbieter für die Nutzung des betreffenden Zahlungsinstruments entstehen.

## Kein Gleichbehandlungsgebot
Aus der Geoblocking-VO kann kein generelles Gleichbehandlungsgebot abgeleitet werden. Es gilt ein Verbot der Diskriminierung von Endkunden, jedoch keine Verpflichtung eines Unternehmens, zur Tätigung eines Geschäfts mit jedem Kunden im europäischen Binnenmarkt. So muss ein Anbieter nicht in einen Unionsmitgliedstaat liefern, wenn er grundsätzlich keine Lieferung dorthin anbietet. Holt der Kunde jedoch die Ware in diesem Unionsmitgliedstaat, in den geliefert wird selbst ab, so gelten für ihn dieselben Bedingungen, wie für die Endkunden in diesem Unionsmitgliedstaat.
Wird ein Unternehmer auf dem EU-Binnenmarkt im Sinne der Geoblocking-VO tätig, so muss er eine objektive Gleichbehandlung der Kunden gewährleisten. So müssen z. B. alle Versionen einer Online-Benutzeroberfläche allen Kunden jederzeit leicht zugänglich sein. Eine Einschränkung auf nur eine oder einige wenige Online-Benutzeroberfläche ist grundsätzlich nicht zulässig, sofern dafür keine objektive Rechtfertigung vorliegt, die keine Diskriminierung von Kunden bedeutet.

## Vorrangwirkung
Die Geoblocking-VO hat Vorrang vor der Richtlinie 2006/123/EG über Dienstleistungen im Binnenmarkt. Ungerechtfertigtes Geoblocking und andere Formen der Diskriminierung aufgrund von Staatsangehörigkeit, Wohnsitz oder Ort der Niederlassung können sich zudem auch aus Handlungen von in Drittländern niedergelassenen Anbietern ergeben, weil diese nicht in den Anwendungsbereich der Richtlinie 2006/123/EG fallen.

## Rechtsbehelfe und Rechtsdurchsetzung
Die Unionsmitgliedstaaten müssen gemäß Artikel 7 der Geoblocking-VO Vorschriften erlassen über die Maßnahmen, die bei Verstößen gegen diese Verordnung anwendbar sind, und sie müssen deren Umsetzung gewährleisten. Diese Maßnahmen müssen
- wirksam,
- verhältnismäßig und
- abschreckend

sein.
Gemäß Artikel 8 der Geoblocking-VO müssen die Unionsmitgliedstaat eine oder mehrere Stellen benennen, die für die Bereitstellung praktischer Unterstützung für Verbraucher im Falle von Streitigkeiten zwischen Verbrauchern und Anbietern, die sich aus der Anwendung dieser Verordnung ergeben, zuständig ist bzw. sind.

## Rechtliche Grundlage und Wirkung der Verordnung
Die Geoblocking-VO stützt sich insbesondere auf Artikel 5 EUV (Subsidiaritätsklausel) und Artikel 114 AEUV. Artikel 114 AEUV normiert, dass die Europäische Union Bestimmungen erlassen kann, die Maßnahmen zur Angleichung der Rechts- und Verwaltungsvorschriften der Mitgliedsstaaten beinhalten, wenn dies die Errichtung und das Funktionieren des Binnenmarkts zum Gegenstand haben und für dieses Funktionieren des Binnenmarkts erforderlich sind.
Die Verordnung wurde im ordentlichen Gesetzgebungsverfahren erlassen.

## Aufbau und Inhalt der Verordnung
- Artikel 1 (Ziel und Anwendungsbereich)
- Artikel 2 (Begriffsbestimmungen)
- Artikel 3 (Zugang zu Online-Benutzeroberflächen)
- Artikel 4 (Zugang zu Waren oder Dienstleistungen)
- Artikel 5 (Nichtdiskriminierung aus Gründen, die im Zusammenhang mit der Zahlung stehen)
- Artikel 6 (Vereinbarungen über den passiven Verkauf)
- Artikel 7 (Durchsetzung)
- Artikel 8 (Unterstützung für Verbraucher)
- Artikel 9 (Überprüfungsklausel)
- Artikel 10 (Änderungen der Verordnungen (EG) Nr. 2006/2004 und (EU) 2017/2394 sowie der Richtlinie 2009/22/EG)
- Artikel 11 (Schlussbestimmungen)

## Unterzeichnung, Inkrafttreten, Geltung
Die Geoblocking-VO trat gemäß Artikel 11 am 22. März 2018 in Kraft und gilt – mit Ausnahme einiger Bestimmungen – ab dem 3. Dezember 2018.
Sie ist in allen ihren Teilen verbindlich und gilt unmittelbar in jedem Unionsmitgliedsstaat.